# Vanessa connexa
Vanessa connexa är en fjärilsart som beskrevs av Butler 1881. Vanessa connexa ingår i släktet Vanessa och familjen praktfjärilar. Inga underarter finns listade i Catalogue of Life.